# Udo Meinelt & Söhne

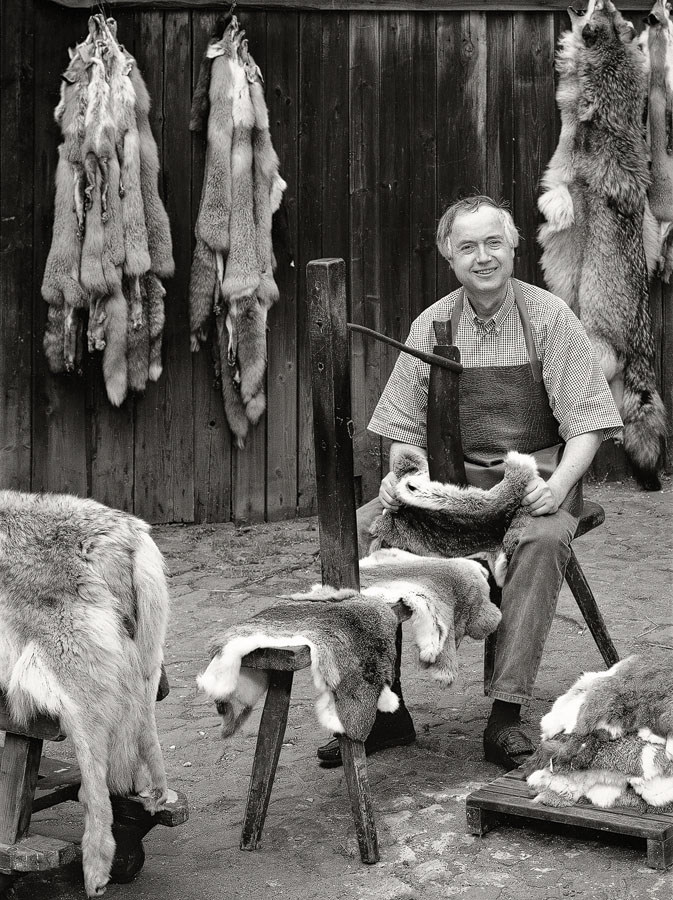
Udo Meinelt an der Kürschnerbank (1999)

Das Unternehmen Udo Meinelt & Söhne in Rötha umfasst als Hauptbetriebsteile die Rauchwarenzurichtung, die Kürschnerei, die Pelzreinigung und die Präparation. Die Firma war eine der wenigen privaten Pelzzurichtereien der DDR. Sie ist die einzige, die im Umkreis des ehemaligen Welt-Pelzhandelszentrum Leipziger Brühl noch besteht.
Die Kürschnermeister und Rauchwarenzurichter in dritter Generation arbeiten heute für Privatpersonen, Jäger, Präparatoren, Schäfereien, zoologische Gärten und Museen. Im Jahr 2007 hieß es, der Kürschnerbetrieb von Udo Meinelt sei der einzige in Deutschland, der das gesamte Produkt bearbeitet, vom Rohfell bis zur Jacke aus Pelz.

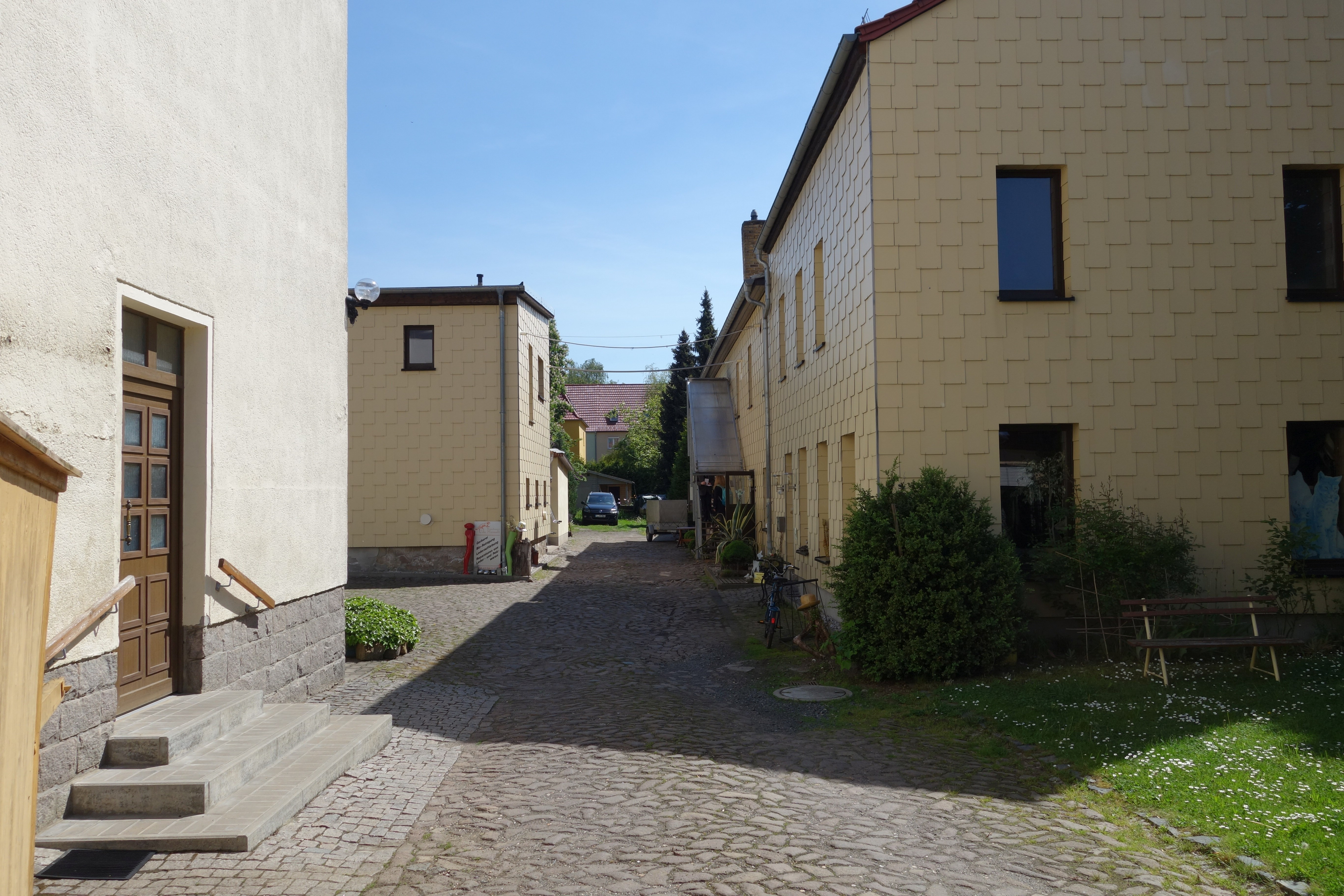
Betriebshof (2017)

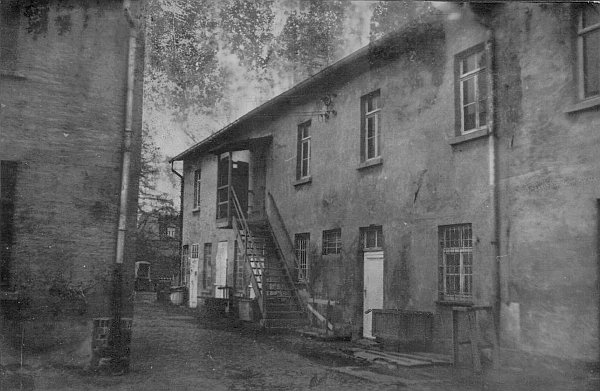
Das Hauptgebäude in Rötha in den 1930er Jahren

## Allgemein
Der Leipziger Brühl hatte bis zum Zweiten Weltkrieg den Ruf als „Weltstraße der Pelze“. Er war die bedeutendste Straße der Stadt. Einige Zeit erwirtschafteten die dort ansässigen Unternehmen der Rauchwarenbranche den größten Anteil der Steuereinnahmen Leipzigs. Um Leipzig herum hatten sich außerdem produzierende Gewerbe der Pelzbranche angesiedelt, vor allem Rauchwarenzurichtereien, die Pelzfelle gerbenden Betriebe. In der Umgebung von Leipzig befanden sich Anfang des 20. Jahrhunderts fast 50 Pelzzurichtereien. 1883 gründete Carl Friedrich Lindner in Rötha die Rauchwarenfärberei C. F. Th. Lindner. Allein in Rötha gab es später rund 35 Kürschner und Zuricht- und Veredlungsbetriebe.
Mit der Machtübernahme durch die Nationalsozialisten im Jahr 1933 verlor der Brühl einen Teil seiner Weltgeltung. Die Pelzgroßhandelsunternehmen hatten, anders als die Pelzzurichtereien, überwiegend jüdische Inhaber, die ihre Betriebe jetzt aufgeben mussten oder ins Ausland verlegten und sich dort zum Handelsboykott gegen Deutschland verpflichteten. Mit ihnen gingen die meisten internationalen Geschäftsverbindungen verloren, der Zweite Weltkrieg (1939–1945) brachte, bis auf die Wehrmachtsaufträge, einen weiteren Abschwung. Nach Ende des Krieges verließen die meisten Firmeninhaber den sowjetisch besetzten Teil Deutschlands, da sie in der sozialistischen DDR mit ihren Unternehmensenteignungen für sich keine Zukunft mehr sahen. In Frankfurt am Main bildete sich für einige Jahrzehnte mit dem Pelzhandelszentrum Niddastraße ein neuer Pelzhandelsschwerpunkt, in seiner Weltbedeutung dem Brühl vergleichbar.
Die Pelzzurichtereien und Pelzfärbereien waren auf Grund ihrer Betriebsstruktur eigentlich nicht zu verlagern. Einige große Unternehmen gründeten sich zusätzlich neu in der Bundesrepublik; für die Pelzzurichtung bildete sich jedoch kein, auch nur annähernd mit Leipzig vergleichbares Zentrum. Soweit die Ursprungsbetriebe des Pelzhandels in der DDR nicht aufgegeben wurden, gingen sie zusammen mit den meisten übrigen Pelzveredlungsstätten in staatliche oder halbstaatliche Betriebsformen über.
Im Wesentlichen erfolgten die Warenzuteilungen für die pelzverarbeitenden Betriebe der DDR über die in Leipzig ansässige Genossenschaft des Kürschner-Handwerks e. G. m. b. H. Im August 1977 wurde Udo Meinelt dort als Genosse mit einem Anteil von 100 Mark eingetragen, 1980 kamen sieben Anteile in jeweils gleicher Höhe dazu.
Ein Rundschreiben der Genossenschaft an die Firma Meinelt, „Vorbereitung der Wahlen zur Volkskammer und zum Bezirkstag“ 1981, deutet das Verhältnis zwischen Staat und privat geführten Betrieben in der DDR an:
„Von der Handwerkskammer werden wir auf die vom X. Parteitag der SED beschlossenen wegweisenden Beschlüsse für die kommenden Jahre verwiesen.
Zur schnellen Durchführung dieser Beschlüsse kommt den Volksvertretungen ein hohes Maß an Verantwortung zu. Es wird deshalb die am 14.6.1981 stattfindende Wahl der Volkskammer und der Bezirkstage ein erster wesentlicher Schritt zur Realisierung der Beschlüsse des X. Parteitages der SED und zur weiteren Stärkung der sozialistischen Demokratie sein.
Außer den zu führenden Diskussionen über den Wahlaufruf des Nationalrates der NF der DDR u. ä. ist auch die Sichtwerbung durch die aussagefähige Gestaltung der Schaufenster bzw. Schaukästen zu gewährleisten. […]
Wir erwarten, daß Sie durch entsprechende Aktivitäten und durch gute Sichtwerbung die Bündnisverbundenheit des Handwerks zur Arbeiterklasse dokumentieren.“

## Udo Meinelt
Von Dresden, dem Geburtsort von Udo Meinelt (* 1940), zog die elterliche Familie 1945 nach Berbersdorf bei Döbeln und 1949 nach Leipzig. Im Jahr 1931 hatte Udos Stiefvater, Helmut Höfgen (14. Juni 1912; † 1972), eine Kürschnerwerkstatt in Leipzig-Lindenau, Rietschelstraße 6 gegründet. Seine Meisterprüfung absolvierte Helmut Höfgen am 6. Juni 1940 vor der Handwerkskammer zu Leipzig.
Nach der Kürschnerlehre sammelte Udo Meinelt weitere Erfahrungen im Betrieb seines Stiefvaters, in den Leipziger Kürschnereien der Firma Walter Wylezich und des Pelzhauses G. Nauck. Im Jahr 1967 legte Udo Meinelt in Leipzig seine Meisterprüfung als Kürschner ab. Die Gewerbepolitik der DDR ließ es, trotz bestandener Meisterprüfung nicht zu, dass er nach dem Tod seines Vaters im Jahr 1972 den elterlichen Betrieb weiterführen durfte. Bis 1977 arbeitete er daher als Kürschner bei der Firma Rudolf Nagel. Im Oktober 1977 eröffnete er dann mit seiner Ehefrau Beate ein eigenes Pelzgeschäft mit Werkstatt auf der Georg-Schwarz-Straße 176, Ecke Pfingstweide, das um 2000 neben dem Röthaer Betrieb noch von Frau Meinelt betrieben wurde. Übergangsweise firmierte er zuvor unter seiner Privatadresse Oststraße 2.
Gleichzeitig mit der „Ehrenmedaille zum 40. Jahrestag der Deutschen Demokratischen Republik“ erhielt Udo Meinelt am 7. Oktober 1989 die mit einem Orden verbundene Auszeichnung „Aktivist der sozialistischen Arbeit“.
Nach dem Ende der DDR gründete sich die Leipziger Kürschnerinnung am 23. März 1990 neu und Udo Meinelt wurde zum Obermeister ernannt, einer der ersten vier frei gewählten Obermeister der DDR – einen Posten, den er allerdings noch im selben Jahr wieder abgab.

## Firmengeschichte

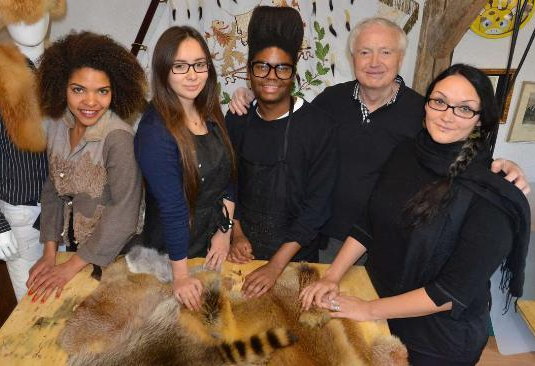
Udo Meinelt und Mitarbeiter (2012)

Für die Handwerksarbeiten gab es in der DDR staatlich festgelegte Preise. Für den Raum Leipzig war der Rat der Stadt Leipzig, Abteilung Preise, zuständig. Eine Besonderheit war, dass Udo Meinelt als Privatbetrieb in die Preisklasse 1 eingestuft wurde, für „Betriebe, deren Erzeugnisse nach Schnitt, Form und Verarbeitung besonders hohe Leistungen darstellen“. Damit durfte er laut der „Preisverordnung Nr. 315 über die Preisbildung im Kürschnerhandwerk“ höhere Preise für Dienstleistungen verlangen.
Noch vor dem Mauerfall beschäftigte sich Udo Meinelt mit einer Erweiterung seines Kürschnerbetriebes um eine Pelzreinigung und die Pelzzurichtung, insbesondere die Schaffellzurichtung. Er bemühte sich 1989 bei den zuständigen Behörden und an höherer Stelle um die Übernahme der ehemaligen, einst sehr bedeutenden, 1911 gegründeten Rauchwarenfärberei Alfred Essigke, Holbeinstraße 38, späterer Inhaber Horst Köhler. Köhler sen. war zuletzt noch Verwalter der Liegenschaft des inzwischen stillgelegten Unternehmens. In einem gemeinsamen Schreiben des SBBM (Stadtbezirksbürgermeister) für Planung und des Stadtbezirksrat für örtliche Zusammenarbeit an die Stadtkommission des Rates der Stadt Leipzig vom 26. Juni 1989 hieß es:
„Wir wurden informiert, daß das Grundstück in Volkseigentum überführt werden muß, um erhalten werden zu können. Wir stellen hiermit den Antrag, der Firma Meinelt die Räumlichkeiten der ehemaligen Fa. Köhler zuzusprechen. Das große berufliche Interesse von Herrn Meinelt und seine unermüdliche Einsatzfreudigkeit geben die Garantie, daß in kurzer Zeit ein sehenswertes und leistungsfähiges Dienstleistungsangebot entsteht“.
Im November 1989 erhielt Udo Meinelt von der Stadt die befristete Zueignung der Gewerberäume in der Holbeinstraße, Erdgeschoss und 1. Etage, unter der „Auflage der Sicherung des derzeitigen Zustands der Anlagen“. Der Vermieter war jetzt Erika Bernhard, Leipzig. Vor der Handwerkskammer hatte man sich zuvor geeinigt, dass das Objekt für die Pelzreinigung und Pelzzurichtung genutzt wird. Es sollten durch die Firma Meinelt im 3. Stockwerk Ausstellungs- und Lehrräume für das Kürschnerhandwerk geschaffen werden. Die Möglichkeit der Überführung des Grundstücks in Volkseigentum sollte geprüft werden, gleichzeitig ein Baugutachten erstellt und die Denkmalspflege informiert werden. Langfristig sollte die in der 2. Etage befindliche VEB Vliestextilien ausgelagert werden, um das Stockwerk für Ausstellungszwecke der Handwerkskammer für das Kürschnerhandwerk zu nutzen. Im Jahr 1987 hatte schon der Kürschnermeister Hans Wilitzki aus Eichwalde vorgeschlagen, den Betrieb der Firma Köhler, vormals Essigke, als technisches Denkmal einzurichten. Es zeigte sich jedoch, dass die Bausubstanz zu marode war, und nach wenigen Tagen sperrte die Bauaufsicht das Gebäude, womit das Projekt gescheitert war.
Im April 1990 kaufte Udo Meinelt stattdessen vom Leipziger Rauchwarenzurichtermeister Harry Bader das gesamte, im Hinterhaus der Gemeindeamtsstraße 7/9 befindliche Inventar und übernahm dessen Verträge, einschließlich des Mietvertrags. Im Jahr 1991 zog die Firma Meinelt von der Leipziger Gemeindeamtsstraße in die heutigen Räumlichkeiten nach Rötha, Heinestraße 30 um. Noch bis nach dem Zweiten Weltkrieg hatte hier die alteingesessene Rauchwarenfärberei Karl Thieme ihre Betriebsstätte, die Gebäude dienten zu der Zeit jedoch nur noch einer Elektrofirma als Lagerräume.
Bis in die Gegenwart gelang es dem Seniorchef Udo Meinelt, eine positive Presse für seinen Betrieb zu erlangen, trotz der in den letzten Jahrzehnten in der Kritik stehende Pelzbranche. In einer Zeit, in der das Kürschnerhandwerk in Deutschland dramatisch an Betrieben verlor und in Teilen der ehemaligen DDR Arbeitslosigkeit herrschte, wies er immer wieder auf seine vollen Auftragsbücher hin und beklagte zudem den Mangel an geeigneten Arbeitskräften, oder, wie es in einer Überschrift hieß, er suchte „händeringend Mitarbeiter“. Im Jahr 2003 betrug der Auftragsvorlauf für Zurichtaufträge nach seiner Auskunft ein halbes Jahr, bei anschließender kürschnerischer Weiterverarbeitung entsprechend länger. Laut Aussage Udo Meinelt waren im Jahr 2017 die Auftragsbücher für ein Jahr gefüllt, die Anzahl der Kunden betrug zwischen 5000 und 7000, von denen 15 Prozent aus dem Ausland kamen.
Der als Mitinhaber auch praktisch im Betrieb tätig gewesene Sohn Tobias Meinelt (* 1979) starb im September 2018. Die Leitung des Unternehmens liegt inzwischen bei seinem Bruder, Kürschner und gelernter Rauchwarenzurichter Bertram Meinelt, der auch handwerklich im Betrieb mitarbeitet.

## Pelzzurichtung, Pelzveredlung und Ledergerbung
Im Bereich der Pelzzurichtung deckt das Unternehmen ebenfalls das gesamte Spektrum ab, vom Gerben eines Mausfelles, über die Massenware Lammfell oder Fuchsfell bis hin zu Giraffenfellen, Nashorn- und Elefantenhäuten.
Für ein von Udo Meinelt & Söhne entwickeltes „Verfahren zum Fertigen von Fellen jeder Art durch Gerbung mit aus natürlichen Rohstoffen gewonnenen Gerbhilfsmitteln“ erhielt das Unternehmen im Jahr 2006 Fördermittel vom Bundesministerium für Wirtschaft und Technologie, im Rahmen der „Förderung von Forschung, Entwicklung und Innovation in kleinen und mittleren Unternehmen und externen Industrieforschungseinrichtungen in den neuen Bundesländern“.
| Die Firmenpreisliste für die Pelzgerbung vom September 2012 führte folgende, häufig anfallende Tierarten auf: | Die Firmenpreisliste für die Pelzgerbung vom September 2012 führte folgende, häufig anfallende Tierarten auf: | Die Firmenpreisliste für die Pelzgerbung vom September 2012 führte folgende, häufig anfallende Tierarten auf: | Die Firmenpreisliste für die Pelzgerbung vom September 2012 führte folgende, häufig anfallende Tierarten auf: |
| --- | --- | --- | --- |
| Rotfuchs | Marderhund | Mufflon | Kaninchen, Angorakaninchen                                                                                    |
| Marder | Nutria | Hirsch | Kalb, Galloway, Großvieh(haut)                                                                                |
| Iltis | Bisam | Wildhase | Bison |
| Dachs | Reh | Schaf | Ziege, Zickel                                                                                                 |
| Waschbär | Damwild | Wildschwein                                                                                                   | |

Als Deutschlands größter Grizzlybär „Taps“ im Jahr 2002 starb, wurde er in der Firma Udo Meinelt zugerichtet, bevor er für das Chemnitzer Naturkundemuseum vom dortigen Tierpräparator zum „Vorzeigepräparat“ ausgearbeitet wurde. Wie der Junior Tobias Meinelt der Presse mitteilte, war dies selbst für ihn eine ungewöhnliche Arbeit, auch wenn das Nashornfell des Leipziger Zoos im Vorjahr 250 Kilogramm gewogen hatte. Der Bärenpelz wog bei der Anlieferung 120 Kilogramm: „Eimerweise musste die etwa 20 Zentimeter dicke Fettschicht entfernt werden“. Das für das Aufspannen benötigte Zweckbrett war 2,50 mal 3 Meter groß. Der aufrecht stehend präparierte Bär weist eine Gesamthöhe von 2,90 Metern auf.

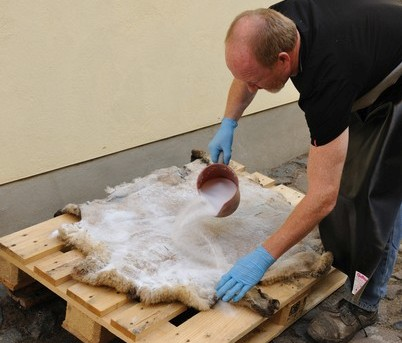
Fellkonservierung mit Salz
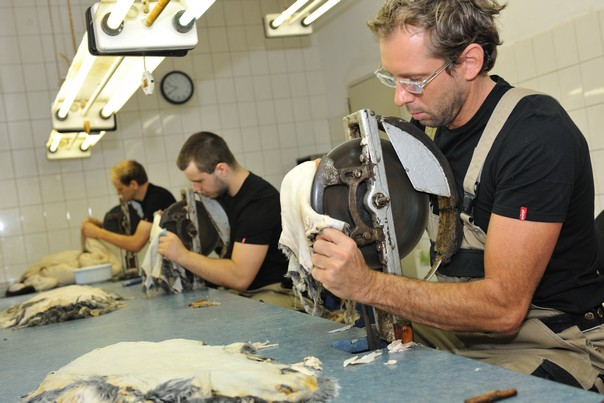
Arbeiten an Dünnschneidemaschinen
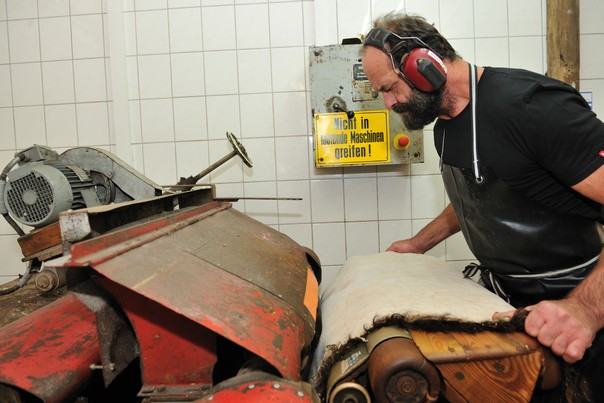
An der Falzmaschine
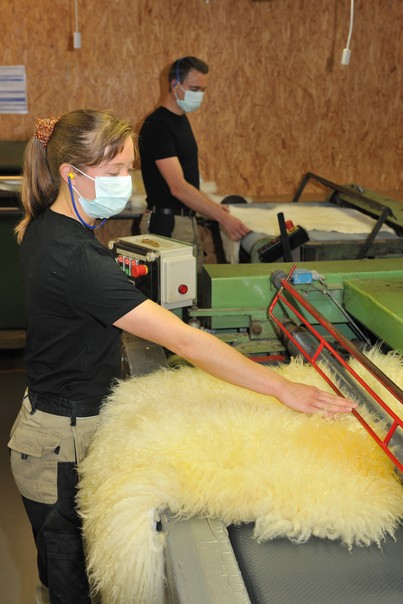
Schaffelle an der Rauhmaschine
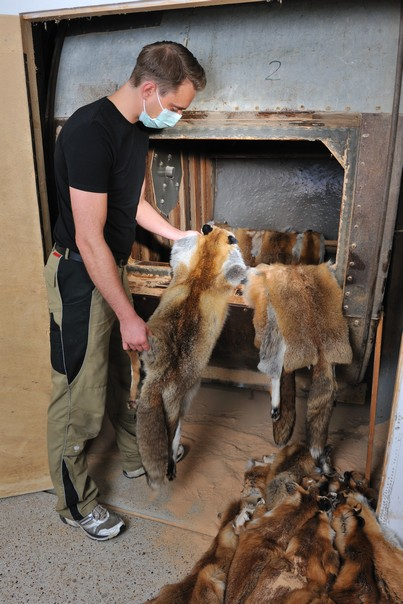
Endkontrolle von Rotfuchsfellen

### Pelzreinigung

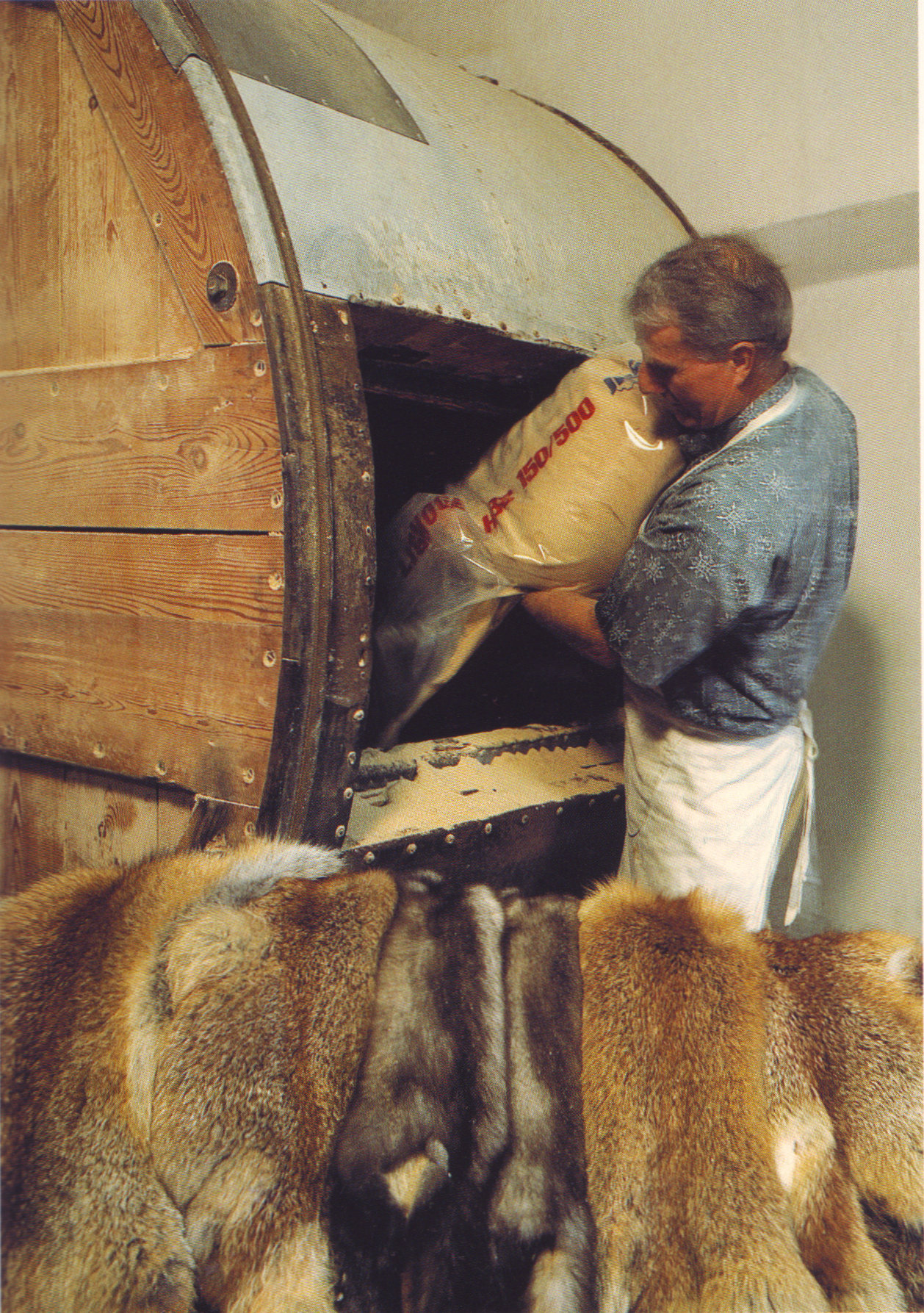
Läutern von Fellen in der Läutertonne

Ein Spezialgebiet der Kürschnerei ist die Pelzreinigung. Im Jahr 1988, gegen Ende der DDR, lehnten die Betriebe Brühlpelz und Leipziger Pelzmode die Reinigung von Pelzen ab, mit der sie sich, laut ihrer Angabe, nicht befassten. Beide verwiesen die Kunden stattdessen an die Firma Meinelt. Ein anderes, Pelze reinigendes Unternehmen war im volkseigenen Betrieb Brühlpelz „zur Zeit nicht bekannt“; bei der PGH Leipziger Pelzmode wusste man, dass Kürschnermeister Udo Meinelt „manuelle Reinigung mit gutem Erfolg durchführt“. Im selben Jahr stellte Udo Meinelt den Antrag, dass er für stark verschmutzte Pelzbekleidungsstücke, die mehrfach manuell gereinigt werden müssen, einen höheren Preis verlangen darf. In einer Niederschrift des Protokolls einer diesbezüglichen Aussprache bei der Handwerkskammer hieß es ebenfalls: „Die Fa. Meinelt führt seit ca. 2 Jahren diese Tätigkeit mit großem Erfolg in hervorragender Qualität aus“.
In einer Aktennotiz vom März 1988 wird erwähnt, dass für den Kollegen Udo Meinelt, welcher als einziger Kürschnermeister im Bezirk die fachgerechte Reinigung von Pelzbekleidung durchführt“, einstimmig beschlossen wurde, alles zu unternehmen, um diese Leistung der Bevölkerung zu erhalten. Die „Vertreter der Berufsgruppenleitung waren „beeindruckt von den Initiativen des Koll. Meinelt, welcher die zur Reinigung notwendigen Maschinen und Geräte zum Teil selbst entwickelt hat, um die Werterhaltung und Aufwertung von Pelzbekleidung für unsere Bevölkerung neu zu beleben […]“ Bei einer Betriebsbegehung hatten die Kollegen erhebliche, nicht vergütete Leistungen festgestellt. 1988 lagen die Reinigungspreise zwischen 4,50 bis 13,40 Mark. Anhand der Auflistung lassen sich einige der bei der Pelzreinigung anfallenden Nebentätigkeiten erkennen:
1. Bereitstellung der Späne und Zutaten, mit allen dazugehörigen Transportwegen, zu knapp berechnet
2. Entsorgung der Tonnen mit Abtransport der Späne, nach einem ca. 10 km entfernten Objekt, das Volumen der Späne hat sich durch Staub, Haare usw. wesentlich erhöht
3. Die Reinigung von Läuter- und Schütteltonne ist wesentlich zeitaufwändiger als ursprünglich veranschlagt.
4. Das Prüfen der von den Bürgern übergebenen Bekleidungsstücke (Knöpfe, Schnallen, Haar- und Lederschäden) muss intensiver ausgeführt werden
5. Nicht berechnet wurde die Spezialbehandlung, nach Erfahrungen werden bei mehrfach schnaddigem gebleichtem und gefärbtem Material, welches zwischengelagert und gesondert bearbeitet werden muss, Mehraufwendungen anfallen
6. Abnehmen und notieren der Maße jedes Bekleidungsstückes wegen evtl. späterer Reklamation (Erkenntnis aus 2 Rechtsstreitigkeiten mit Bürgerinnen)
7. Für erforderliches mehrmaliges Reinigen von stark verschmutzen oder alten, bereits mehrfach gereinigten Stücken, muss ein Mehraufwand von ca. 50 % gerechnet werden.[37]

Um möglichst chemiefreie Pelzveredlungen zu erproben, insbesondere auch für Allergiker oder als Babyunterlagen, experimentierte Udo Meinelt 2003 unter anderem mit aus Rhabarber gewonnenem Gerbstoff. Das Forschungsinstitut für Leder und Kunststoffbahnen an der Technischen Universität Freiberg bestätigte ihm die gelungene Gerbung. Bereits um 1990 besagte ein Kundenanschreiben: Wir „reinigen alle Pelze biologisch, ob Fuchs, Hase, Reh, Wildschwein, Kaninchen, Nutria, Marder u. a.“
Als absolute Branchenneuheit empfiehlt das Unternehmen seit den 2010er Jahren ein „Upcycling von bis zu 50 Jahre alten Pelzwaren“, das sie auch anderen Unternehmen anbietet. Durch einen Gerbprozess, verbunden mit einem Auswaschen der alten Gerbstoffe, soll, im Rahmen einer Umgestaltung, nach Firmenangaben die Lederhaltbarkeit alter Pelzkleidung gravierend verlängert werden.

### Zurichterstube
Als das Unternehmen sich noch auf der Georg-Schwarz-Straße befand, unterhielt man dort ein kleines Museum, eine in einer ehemaligen Waschküche eingerichtete, voll funktionstüchtige Zurichterstube, in der Udo Meinelt auch noch einen Teil seiner Felle bearbeitete und anfangs noch Färbearbeiten ausführte. Hier standen eine alte Fellpresse, eine Fellwende, Kürschnerbänke und mit Rollen versehene Beizbottiche. Auf einem großen Zurichtertisch befanden sich Werkzeuge, wie Scherdegen, Messer, Haareisen und Grauwerkzangen (Grauwerk = das Rückenfell des sibirischen Eichhörnchens). Hinzu kam eine Sammlung alter Färberrezepte und - kataloge, Dokumente, wie Innungsschriften, Rechnungen, Fachzeitungen und sonstige Fachliteratur. Teils hatte der Inhaber die Exponate von seinem Vater geerbt, zum anderen stammten sie aus Nachlassauflösungen. Die Chefredakteurin der Fachzeitschrift „Brühl“ schrieb in einem persönlichen Neujahrsgruß an die Firma Udo Meinelt zum Jahreswechsel 1988/1989, wohl im Hinblick auf eine geplante Wiederbelebung des früheren Pelzfach-Museums der Reichsmessestadt Leipzig: „Das abgelaufene Jahr überdenkend, komme ich zu dem Schluss, dass Ihre Sammlung für unser Museum zu den bemerkenswertesten Ereignissen des Jahres für die Branche gehört. Das ist eine Tat von historischer Tragweite“.
Berufskollegen und Klassen der Leipziger Berufsschule ließen sich hier über die Geschichte und Praxis der Pelzzurichtung informieren. Ein Teil der kleineren Ausstellungsstücke und Dokumente befindet sich noch heute im Betrieb in Rötha.

Historische Ausstellungsstücke
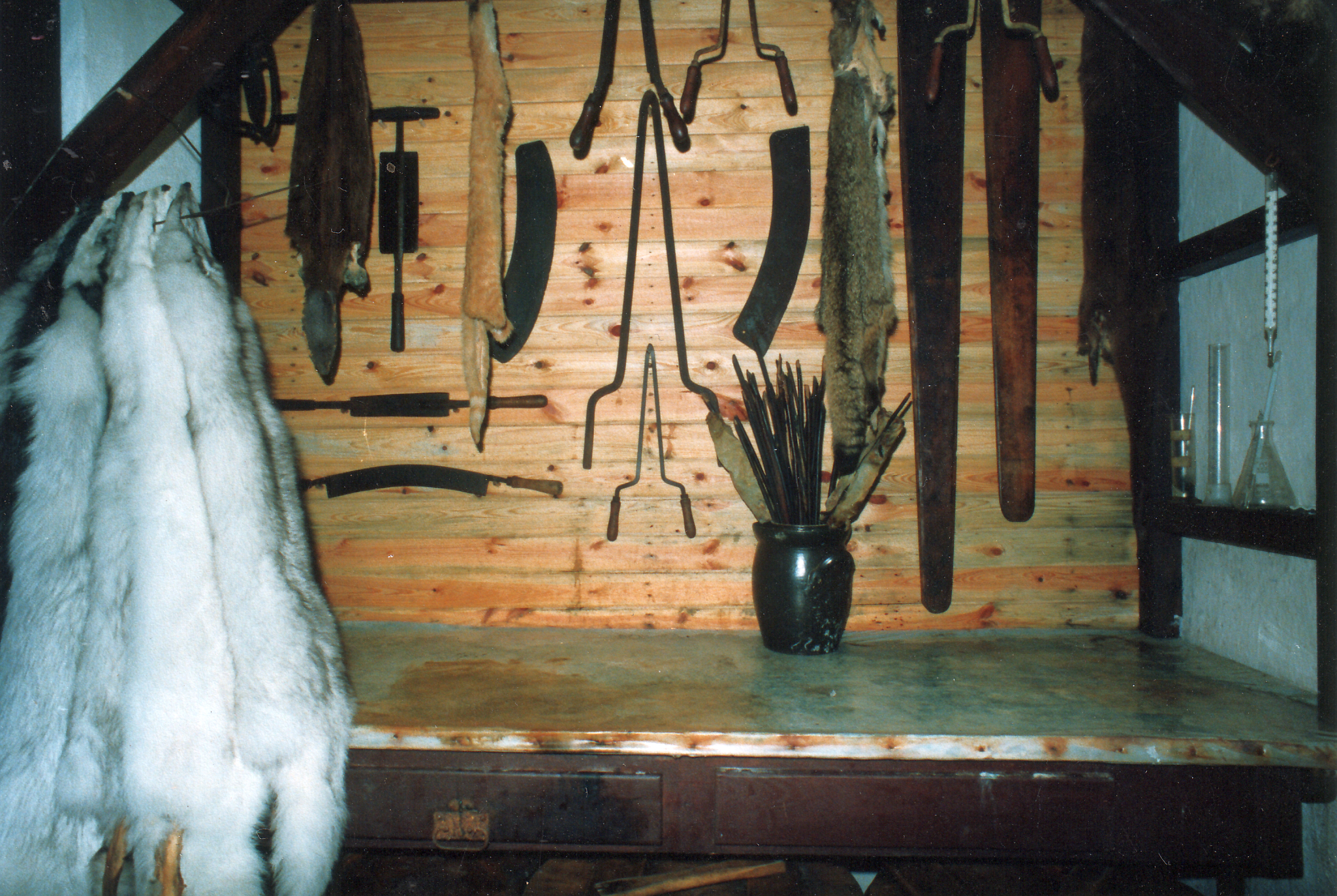
Reste des sogenannten Pelzmuseums
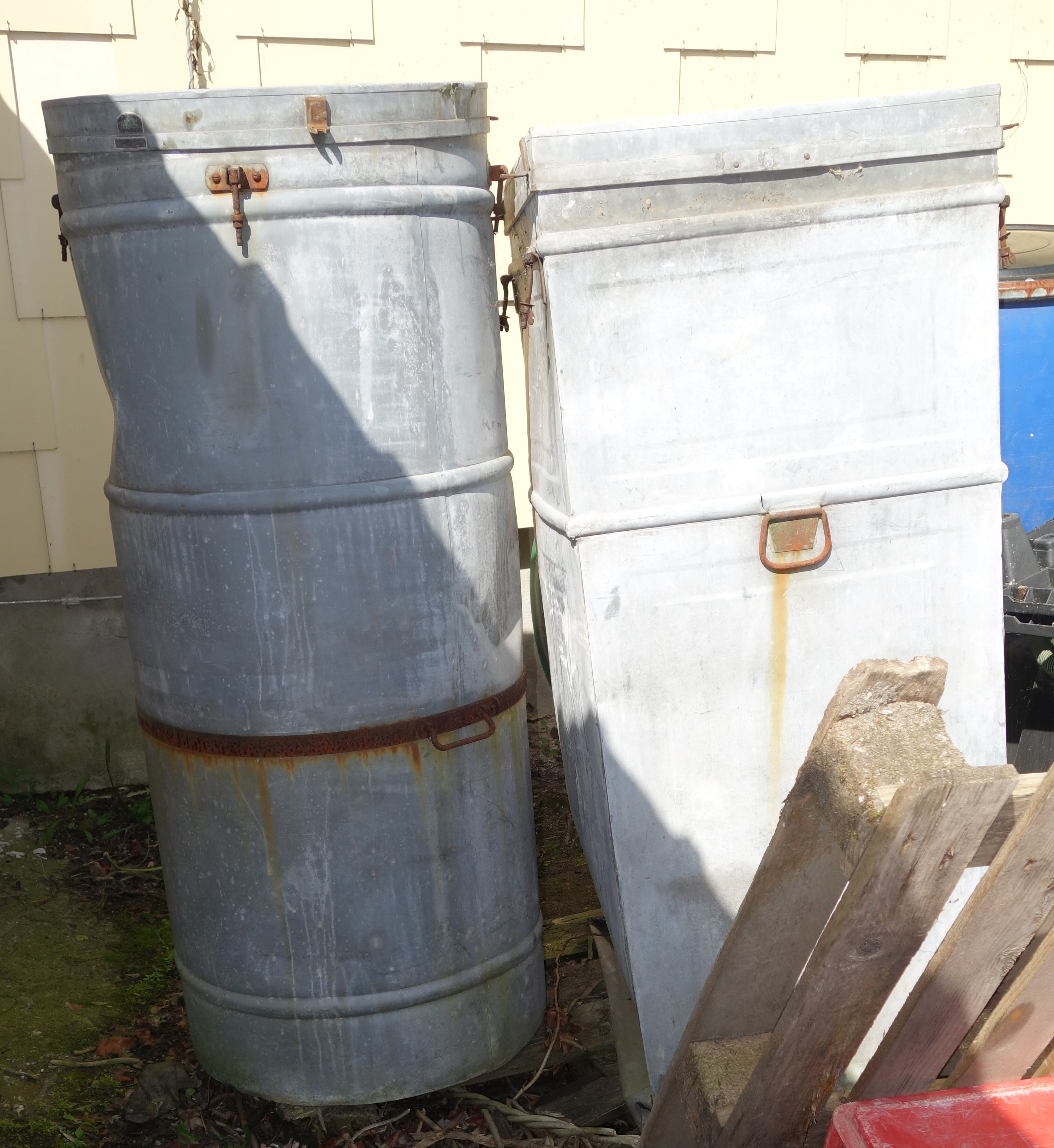
Zwei „Mottenkapseln“ zum Aufbewahren von Pelzen in Privathaushalten (Anfang 20. Jh.)
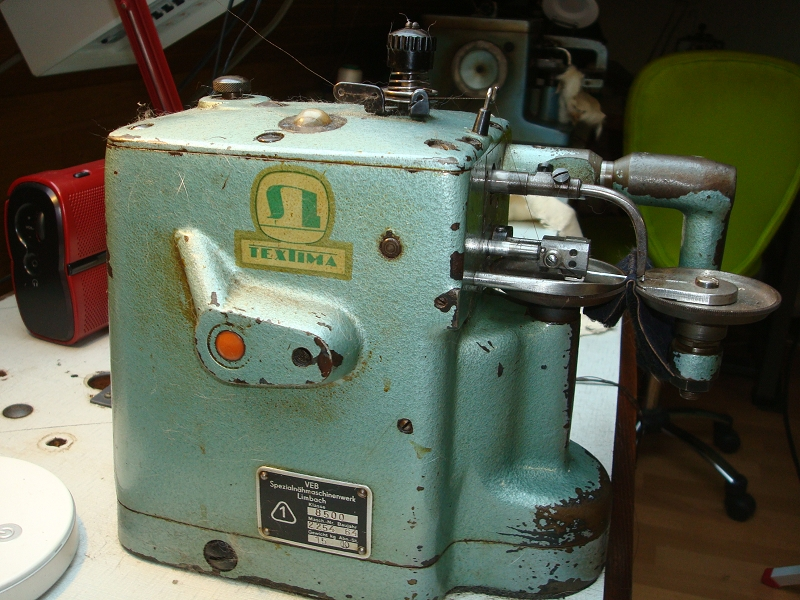
„Textima 8500“, DDR-Pelznähmaschine
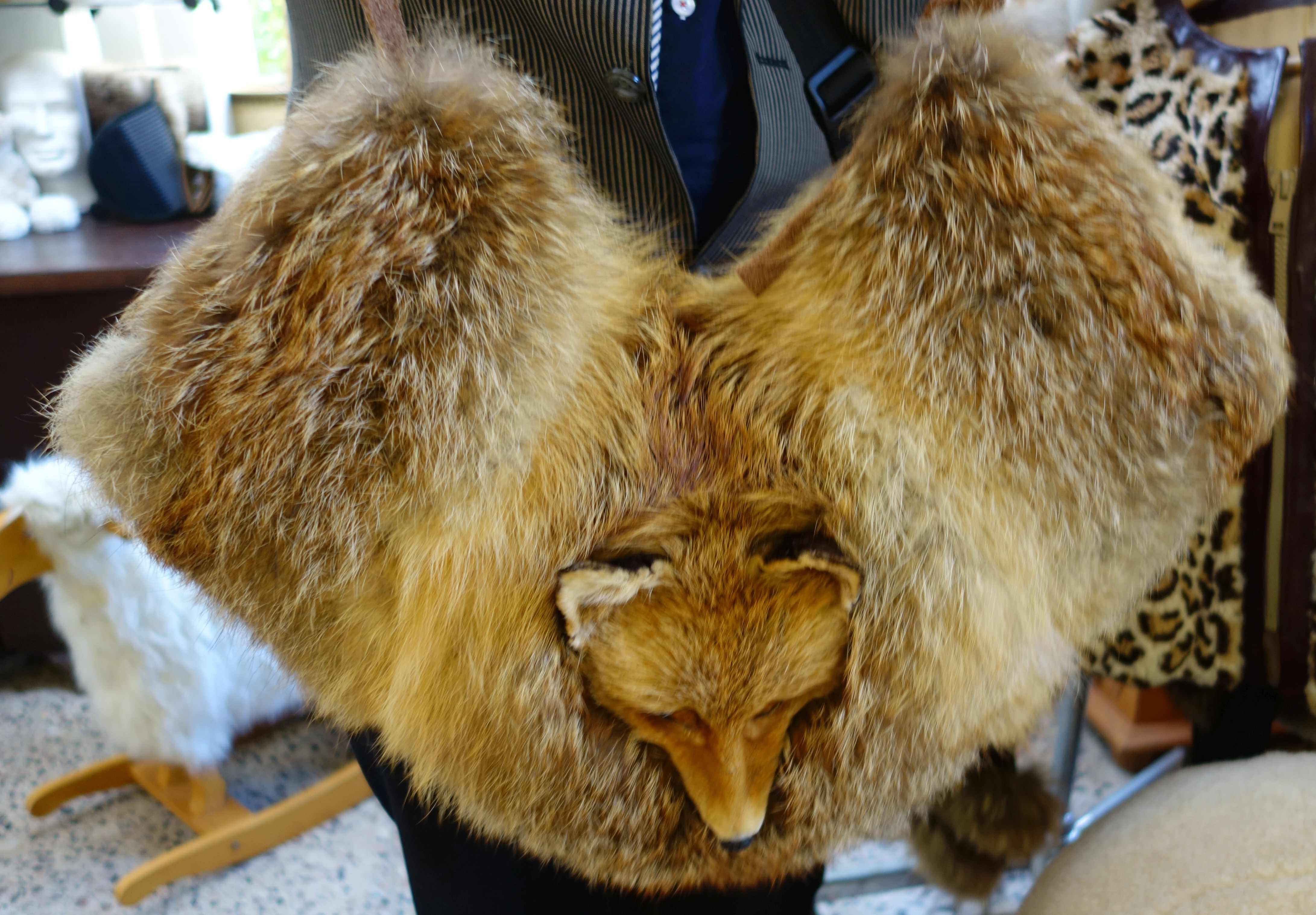
Großer Muff aus Rotfuchsfell, nachgearbeitet entsprechend eines Museumsexemplars des Jahres 1872

## Kürschnerei
In der Kürschnerei der Firma Meinelt werden von den Mitarbeitern alle in dem Berufszweig vorkommenden Arbeiten ausgeführt. Als Neuanfertigung fallen, bedingt durch die Aufträge von Jägern für die Zurichterei, besonders viele Bestellungen für Pelzaccessoires an. Insbesondere werden für heimische, aber auch ausländische Jäger, Mützen, Stirnbänder, Taschen, Handschuhe, Pelzvorleger, Kissen, Ansitzmuffs und Ansitzsäcke und auch große Decken angefertigt. Als „Bestseller“ wurde in der Werbung, adressiert an „Jagdfreundinnen und Jagdfreunde“, die Trappermütze mit abnehmbarer Lunte genannt, die angeblich, zumindest im Film, der amerikanische Trapper Davy Crockett aus Waschbärfell getragen hat. Hinzu kommt die Herstellung von Pelz-Westen, -Jacken und -Innenfuttern. Hauptsächliche Materialien sind dabei Rotfuchsfelle, aber auch alle sonstigen heimischen Pelzarten. Für die Kaninchenfelle wurde empfohlen, sie gleichzeitig scheren zu lassen, um ein Haaren zu verhindern.
Diese Pelzprodukte werden als Recycling auch aus getragenen Kundenteilen gearbeitet. Hinzu kommen Umänderungen alter Pelzbekleidung zu Innenfuttern oder in ein wieder modisch aktuelles Modell.

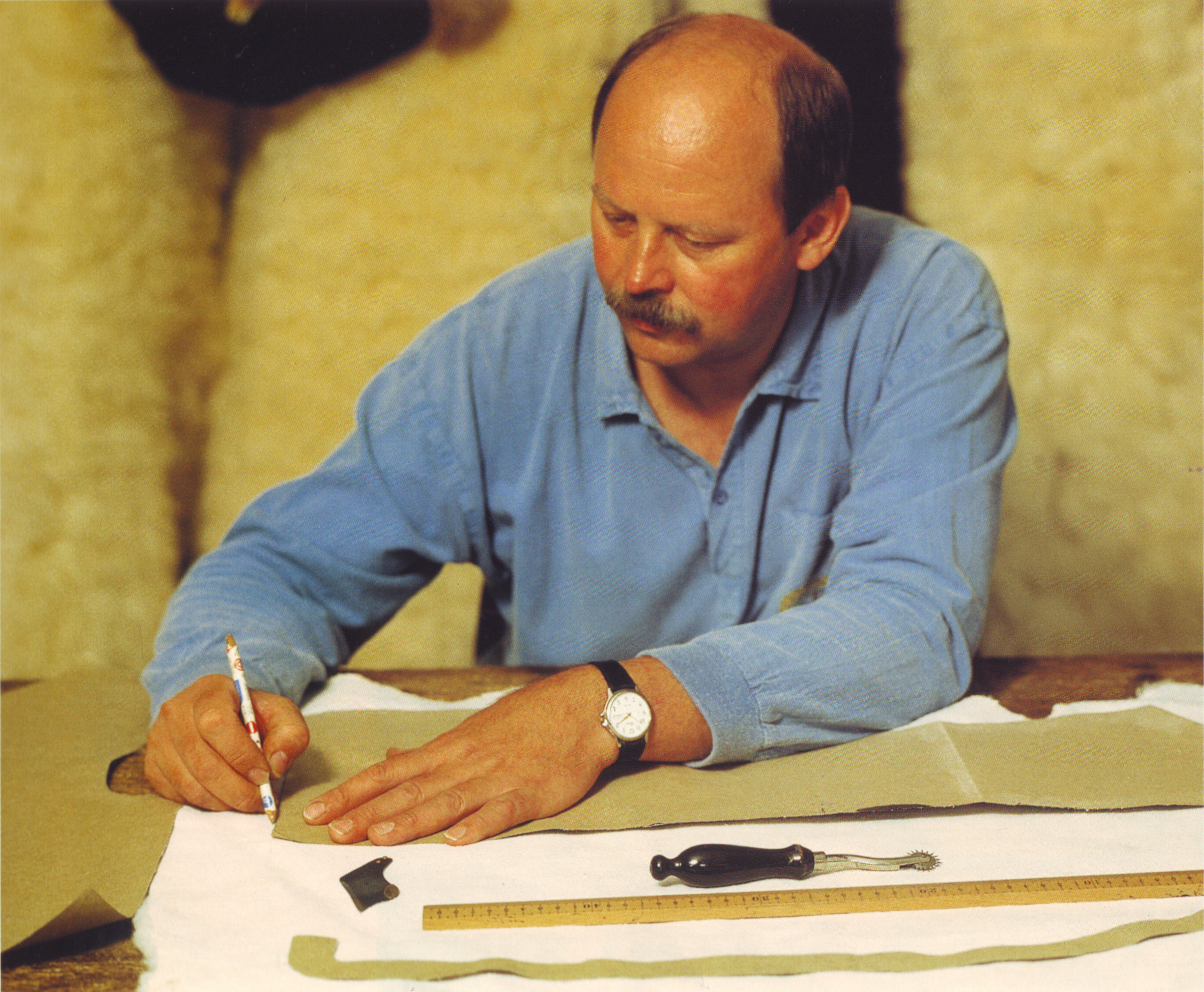
Erstellen eines Schnittmusters
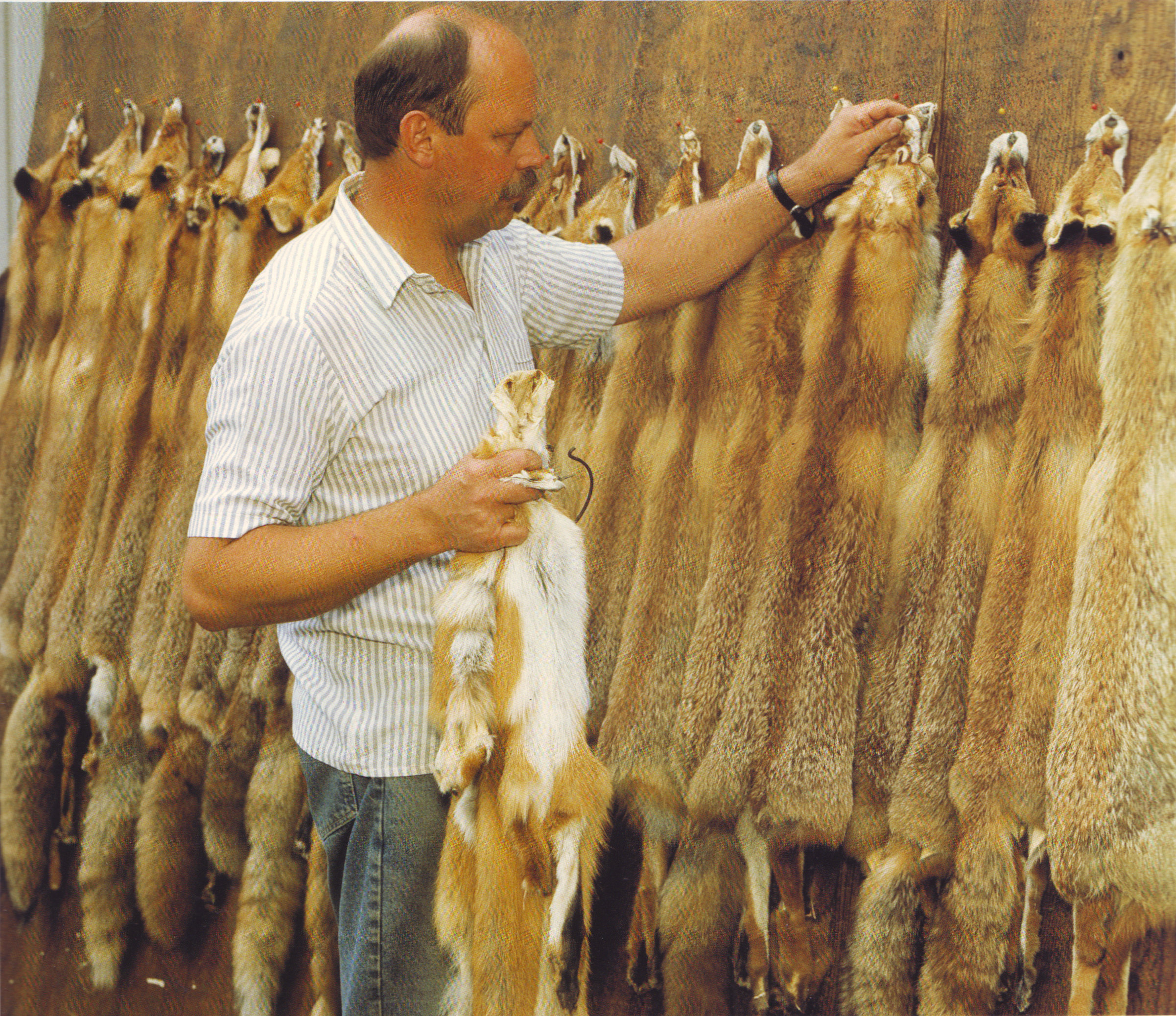
Sortieren von Rotfuchsfellen
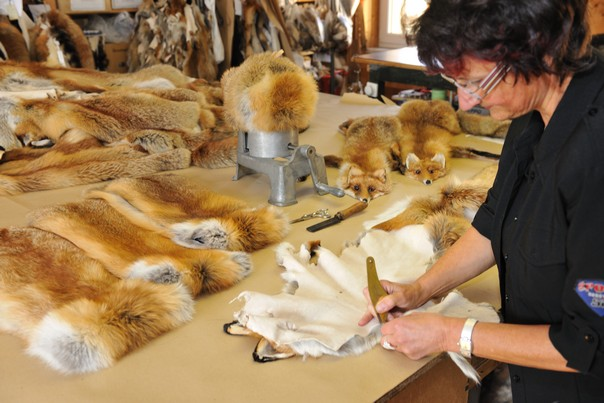
Rotfuchsfelle zuschneiden für eine Decke
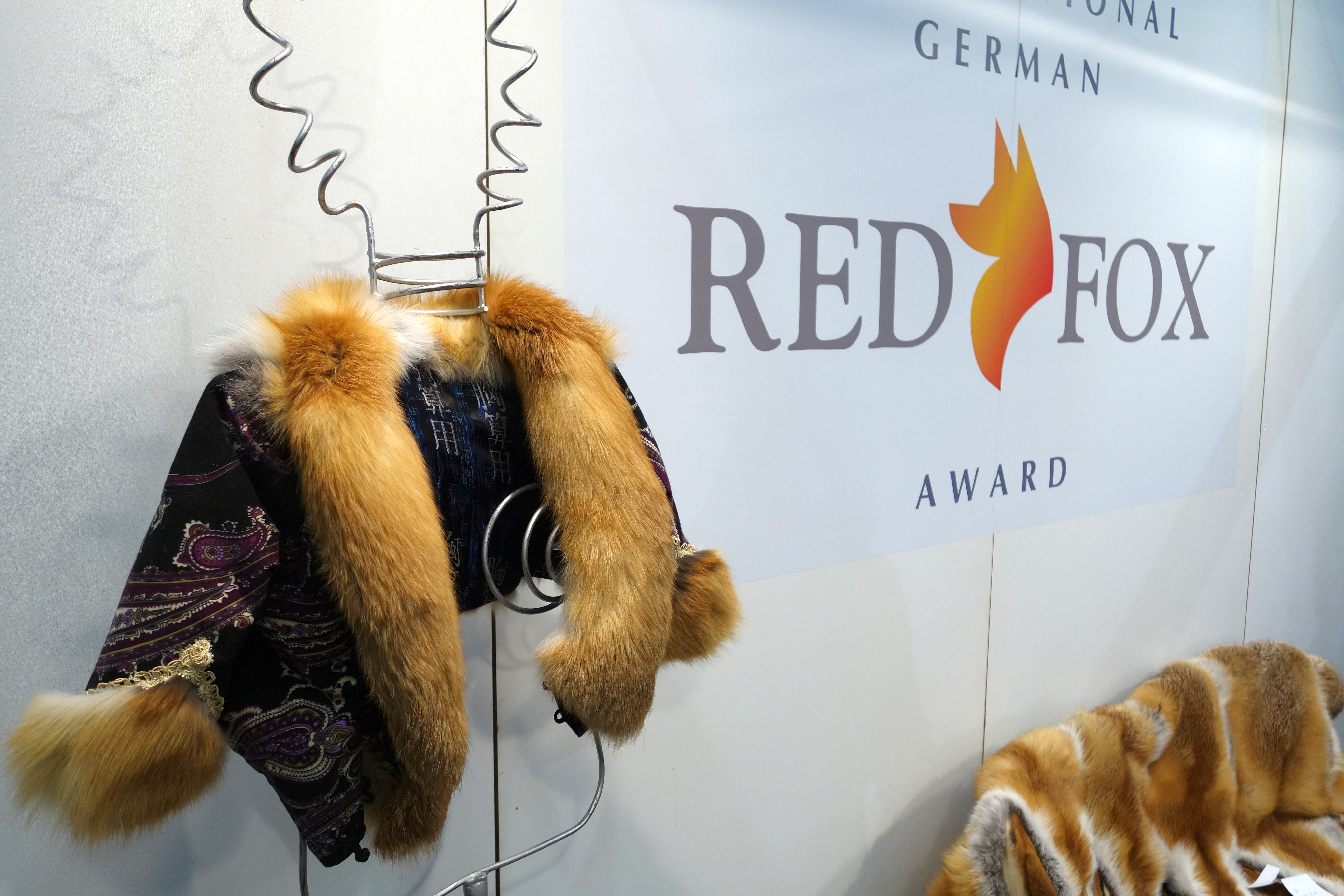
„International German Red Fox Award 2014“. Jacke aus Rotfuchsfellen und Stoff. Entwurf und Realisation: Anika Thomas, Firma Meinelt

### Offene Pelzwerkstatt

Laienkurs „Offene Pelzwerkstatt“
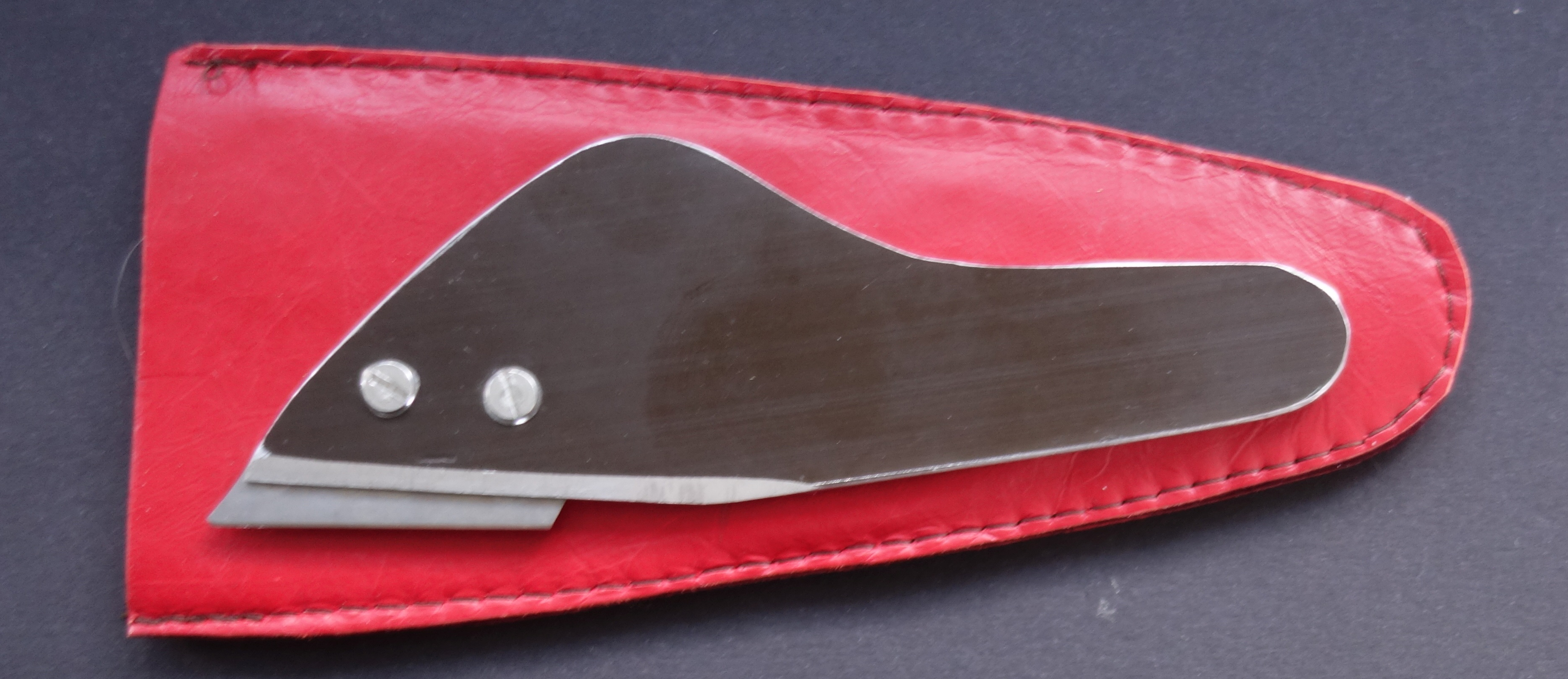
Einfache, dadurch preiswerte Kürschnermesser für die Teilnehmer
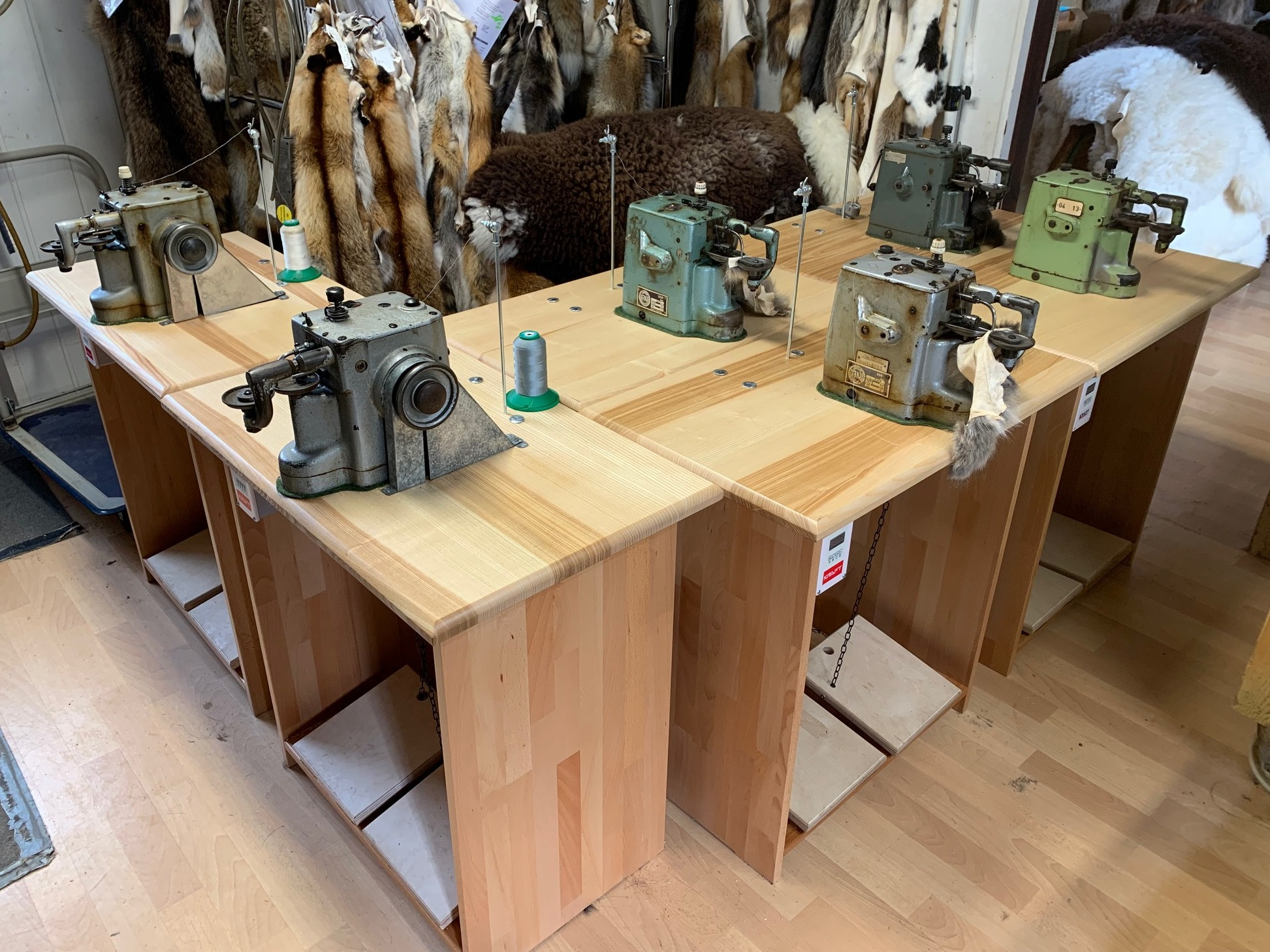
Aufgearbeitete, alte Pelznähmaschinen für die Teilnehmer

Im Jahr 2017 öffnete Udo Meinelt & Söhne die Kürschnerwerkstatt erstmals für interessierte Laien, die gerne mit Pelz arbeiten würden. In regelmäßigen halbtägigen Kursen werden die Teilnehmer in die Grundlagen der Kürschnerei eingeführt. Dies nimmt eine Tradition wieder auf, in der Mitglieder der Pelzbranche Kaninchenzüchterfrauen unterrichteten, wie sie aus den neben dem Fleisch anfallenden Kaninfellen Kissen, Decken und Westen, vielleicht sogar etwas aufwändigere Kleidungsstücke arbeiten konnten. Nach Angaben der Inhaber besuchen den Kurs immer wieder auch Teilnehmer aus anderen europäischen Ländern.

## Sonstige Handwerkssparten

### Präparation
Die Herstellung von Tierformen, die Taxidermie, gehört nicht zu den eigentlichen Aufgaben der Kürschnerei, von der Anfertigung von Pelzkolliers, den Pelzschals in Tierform, abgesehen. Die Firma Meinelt und Co. beschäftigt hierfür einen gelernten Präparator, der diese anspruchsvollen, künstlerischen Arbeiten ausführt. Die Aufträge kommen hauptsächlich von Jägern, Museen und sonstigen zoologischen Sammlungen.

Taxidermie, Unternehmens-Sammlung alter Präparate
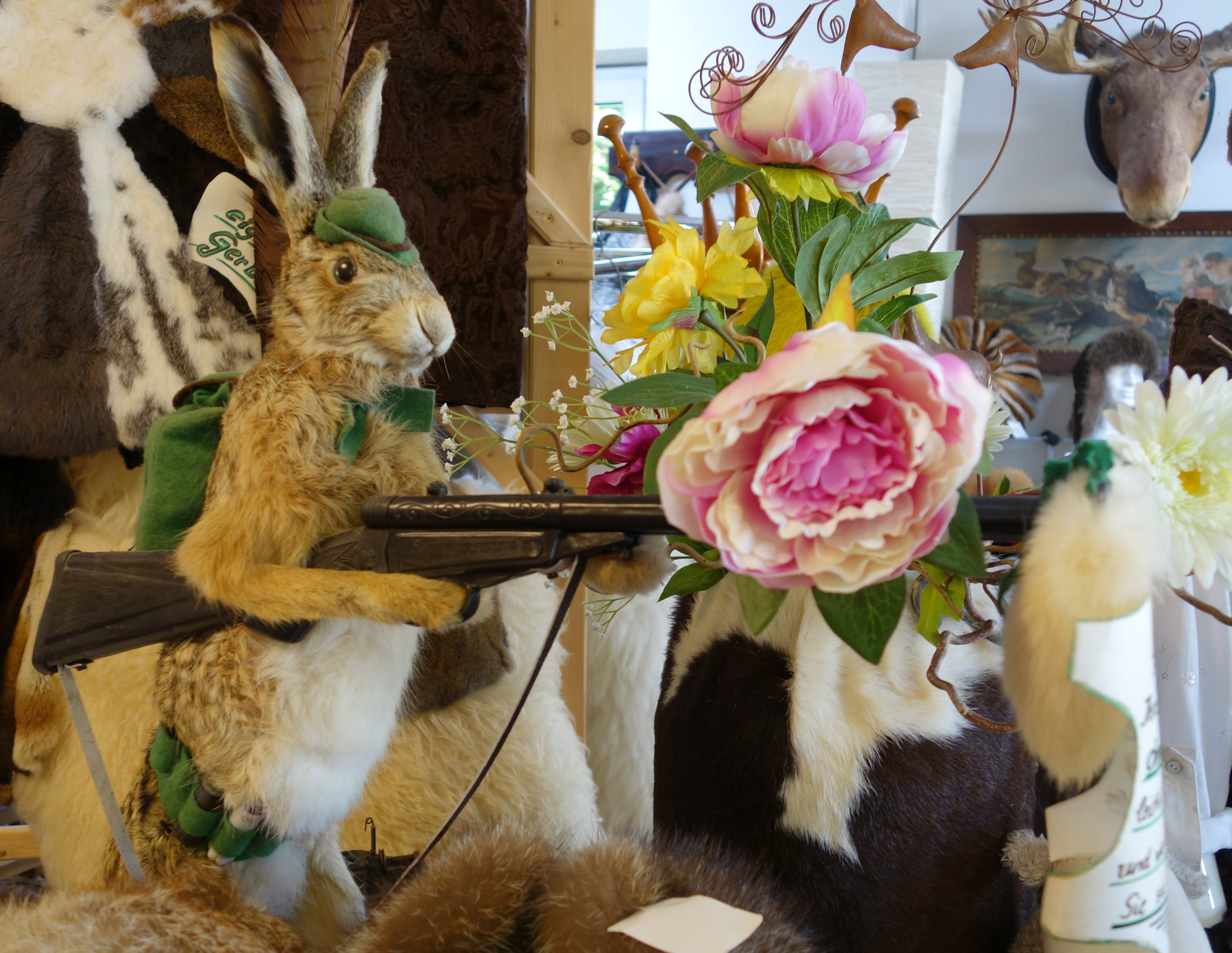
„Der Hase als Jäger“
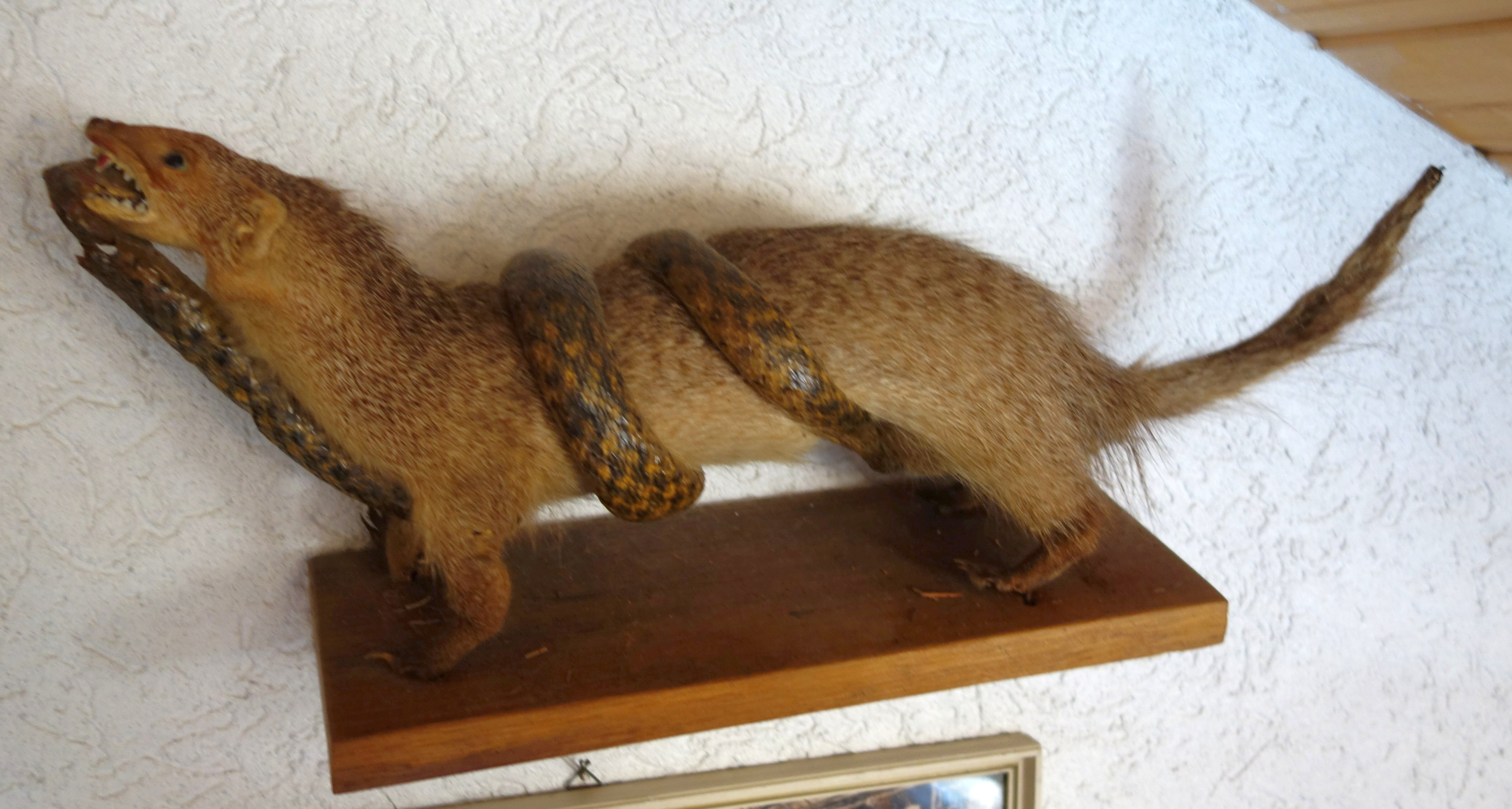
Mungo mit Schlange

## Marginalien
- Für den geburtshilflichen Unterricht konservierte Udo Meinelt mit einer Glyceringerbung ein Kalbfell für ein „Kalb-Dummy“, ein Kalbmodell, an dem die bei der Geburt nötigen Handgriffe geübt werden können. In das spezialgegerbte Kalbfell wurde ein Kunstkörper eingenäht, der eine Beweglichkeit erlaubt, die der eines natürlichen Kalbes weitgehend nahekommt. Das Kalbphantom wurde nach seiner Fertigstellung im geburtshilflichen Unterricht der Universität Gießen (Ambulatorische und Geburtshilfliche Veterinärklinik) in Gebrauch genommen und hat sich dort „gut bewährt“.[50]
- Als 2006 im Chemnitzer Tierpark der Grizzlybär „Kitty“ gestorben war, zog Udo Meinelt das Fell ab und gerbte es. Vom Präparator des Chemnitzer Naturkundemuseums Holger Rathaj wurde es später in seiner natürlichen Tierform ausgearbeitet und in Schauvorführungen gezeigt.[51][52]
- Im Jahr 2012 erlebte Heidi, das schielende Opossum aus dem Leipziger Zoo, bei seinem Ableben noch einmal mediale Aufmerksamkeit. Das Fell wurde bei Udo Meinelt & Söhne gegerbt und es war geplant, es als Ausstellungsstück des Naturkundemuseums in originaler Tierform zu präparieren.[53] Dazu kam es jedoch nicht, weil es nach „enger Absprache mit den entsprechenden Fachkräften und Experten“ „weder den fachlichen Ansprüchen noch den Erwartungen der Heidi-Fans entsprechen“ würde. „Der Zoo Leipzig bedaure diese Entwicklung, halte die Entscheidung aber mit Blick auf fachliche Maßstäbe sowie für den Erhalt der positiven Erinnerungen an das Opossum für unausweichlich.“[54]
- Ein Informationsblatt der Firma aus dem Jahr 2019 erwähnt, unter anderem, die Zusammenarbeit mit dem Leibniz-Institut für Zoo- und Wildtierforschung Berlin; dem Forschungsprojekt mit der Arbeitsgemeinschaft industrieller Forschungsvereinigungen „Otto von Guericke“ und die Zusammenarbeit mit der Berliner Künstlerin Katharina Mössinger.[55] Die für das Großprojekt der „weltgrößten Tierskulptur“, einer 15 Meter hohen Installation für das neue Naturkundemuseum Leipzig (geplante Eröffnung 2029),[56] verwendeten Felle aus dem Fundus des Museums sind ebenfalls im Lauf der Jahre zu einem Großteil vom Unternehmen Meinelt gegerbt worden.